# Катастрофа Boeing 377 под Сиэтлом
Катастрофа Boeing 377 под Сиэтлом — авиационная катастрофа, произошедшая в понедельник 2 апреля 1956 года в окрестностях Сиэтла (штат Вашингтон). Самолёт Boeing 377-10-30 Stratocruiser авиакомпании Northwest Orient Airlines выполнял пассажирский рейс из Сиэтла в Портленд (штат Орегон), когда сразу после взлёта начал сильно вибрировать, теряя высоту. Не имея возможности продолжать полёт, экипаж совершил аварийное приводнение на залив Пьюджет, при этом в процессе эвакуации погибли 5 человек.

## Самолёт
Boeing 377-10-30 Stratocruiser с заводским номером 15954 и серийным 50 был выпущен компанией Boeing Airplane Company в 1949 году, а 10 октября совершил свой первый полёт. Авиалайнер передали заказчику — авиакомпании Northwest Orient Airlines, где он получил регистрационный номер N74608 и имя Stratocruiser Tokyo. Его четыре силовые установки состояли из двигателей Pratt & Whitney R4360-B6, оборудованных воздушными винтами фирмы Hamilton Standard модель 24260-43 (лопасти — модель F2J17H3-8W); наработка двигателей составляла 11 491—12 524 часа, в том числе 245—756 часов от последнего капитального ремонта, наработка воздушных винтов — 685—10 264 часа, в том числе 125—1334 часа от последнего капитального ремонта, а наработка лопастей — 16—1478 часа, в том числе 16—1334 часа от последнего капитального ремонта. Общая наработка борта N74608 составляла 18 489 часов, в том числе 1324 от последнего капитального ремонта.

## Экипаж
Экипаж имел следующий состав:
- Командир воздушного судна (КВС) — 38-летний Роберт Рив Херд (англ. Robert Reeve Heard). В Northwest Orient Airlines в должности пилота работал с 3 апреля 1941 года и имел квалификацию на самолёты типов DC-4, DC-6, Lockheed Constellation и B-377. Последнюю проверку квалификации на B-377 проходил 2 января 1956 года, а последнюю медицинскую комиссию комитета гражданской авиации — 24 марта 1956 года. По данным на 24 марта 1956 года его общий налёт составлял 14 030 часов, в том числе 1557 часов на B-377; за последние 90 дней налетал 36 часов на B-377 и 95 часов на самолётах других типов.
- Второй пилот — 32-летний Джин Пол Джонсон (англ. Gene Paul Johnson). В Northwest Orient Airlines в должности пилота работал с 7 июля 1949 года и имел квалификацию на DC-3 и многомоторные самолёты. Последнюю проверку квалификации на B-377 проходил 20 февраля 1956 года, а последнюю медицинскую комиссию комитета гражданской авиации — 21 февраля 1956 года. По имеющимся данным его общий налёт составлял 7297 часов, в том числе 1143 часа на B-377; за последние 90 дней налетал 109 часов на B-377 и 60 часов на самолётах других типов.
- Бортинженер — 32-летний Карл Вернон Томсен (англ. Carl Vernon Thomsen). В Northwest Orient Airlines работал с 19 июля 1941 года, а в декабре 1953 года получил квалификацию бортинженера. Последнюю проверку квалификации на B-377 проходил 16 марта 1956 года, а последнюю медицинскую комиссию комитета гражданской авиации — 1 июля 1955 года. По имеющимся данным его общий налёт составлял 1384 часа, в том числе 236 часов на B-377; за последние 90 дней налетал 168 часов, в том числе 1 час 40 минут на B-377.
- Стюардессы
  - Элинор А. Витэйкр (англ. Elinor A. Whitacre). В Northwest Orient Airlines работала с 20 февраля 1951 года, в феврале 1956 года проходила последнюю переподготовку по действиям в чрезвычайных ситуациях.
  - Дороти Л. Оеттинг (англ. Dorothy L. Oetting). В Northwest Orient Airlines работала с 22 сентября 1951 года, в январе 1956 года проходила последнюю переподготовку по действиям в чрезвычайных ситуациях.
- Флайт-менеджер — 27-летний Дэвид В. Рэзи (англ. David V. Razey). В Northwest Orient Airlines работал с 10 сентября 1954 года, в феврале 1956 года проходил последнюю переподготовку по использованию аварийно-спасательного оборудования.

## Катастрофа
Борт N74608 выполнял регулярный пассажирский рейс NW-002 по маршруту Сиэтл—Портленд—Чикаго—Нью-Йорк; согласно поданному плану, полёт до Портленда должен был выполняться по ППП по воздушному коридору «Виктор 23» (англ. Victor Airway 23) на эшелоне 6000 футов (1800 м). Всего на борту находились 32 пассажира и 6 членов экипажа, а общий взлётный вес брутто составлял 118 576 фунтов (53 785 кг), при максимальном допустимом 124 000 фунтов (56 000 кг). По данным на 07:30, над аэропортом в это время стояла облачность с нижней границей 1200 футов (370 м), видимость до 10 миль (16 км), давление аэродрома 30,12 дюйма (765 мм) рт.ст., ветер восточный-северо-восточный 7 уз (12,96400 км/ч). В 08:06 с 32 пассажирами и 6 членами экипажа на борту и с выпущенными на 25° закрылками авиалайнер взлетел с полосы 20 аэропорта Сиэтл—Такома.
На высоте 1000—2000 футов (300—600 м) и при воздушной скорости 145 уз (269 км/ч) экипаж убрал закрылки и чуть снизил мощность двигателей, когда вдруг появилась сильная болтанка и стало уводить влево; командир при этом решил, что убрались закрылки только на правом крыле, а на левом либо не убрались, либо убрались частично. Попытка снизить мощность двигателей для снижения болтанки не дала никакого эффекта, поэтому двигатели быстро вывели обратно на полный режим. Диспетчер аэропорта Сиэтл дал разрешение возвращаться, но из-за проблем с управлением командир не стал рисковать выполнять поворот, доложив на землю, что посадка будет выполняться на авиабазе Маккорд. Затем было замечено, что управление осложняется, при этом самолёт теряет высоту, в связи с чем было принято решение о приводнении на находящийся впереди залив Пьюджет.

Решив садиться на воду, я руководствовался версией об отказе закрылка и был твёрдо уверен, что самолёт не будет оставаться в состоянии, когда им ещё возможно управлять, в течение длительного времени.
Оригинальный текст (англ.)In electing to ditch I predicated my decision on the probability of a split flap condition and a firm conviction that the aircraft was not going to stay in a controlled condition much longer.— Из показаний командира Херда
В 08:10 «Боинг» на скорости 120 уз (222 км/ч) приводнился на спокойную поверхность залива, при этом торможение по воде было плавным. Пассажиры и почти все члены экипажа выбрались наружу через главный выход; командир и второй пилот выбрались через форточки кабины, после чего поплыли назад к крыльям (левому и правому соответственно). Через 15 минут после приводнения борт N74608 затонул на глубине 432 фута (132 м) в 4,7 морских милях (8,7 км) от конца полосы 20 по магнитному азимуту 198°; оставшиеся в живых 28 пассажиров и 5 членов экипажа (от утопления и/или переохлаждения погибли 4 пассажира и флайт-менеджер Дэвид Рэзи) были спасены промысловыми судами спустя 30—35 минут после приводнения (температура воды — 42 °F (6 °C)).

## Расследование

### Изучение обломков
Обломки самолёта довольно быстро были найдены, после чего была предпринята попытка изучить их под водой с помощью телекамеры, однако от этой идеи пришлось отказаться, так как вода оказалась слишком мутной. Тогда обломки переместили на глубину 40 футов (12 м), где их исследовали водолазы и определили, что на обоих крыльях закрылки полностью убраны, но зато отделился двигатель № 1, а у оставшихся трёх обнаружили полностью открытые створки капотов. Найденные обломки затем извлекли из воды на баржу для более внимательного изучения; поиски отделившегося двигателя вели в течение недели с помощью гидролокатора, но безуспешно.
Проверка двигателей показала, что на них действительно были полностью открыты створки капота, которые были приподняты на 8 дюймов (~200 мм) от капота, а их приводы были выдвинуты почти полностью; проведённые на стенде испытания показали, что приводы створок капота, реле и индикаторы их положения работали исправно. Металлургическое исследование места крепления двигателя № 1 показало отсутствие усталостных трещин, а царапины на хвостовике болтового крепления показали, что отделение произошло от нагрузки верх и вбок, что не было похоже на предыдущие случаи с отделениями двигателей. Проверка остальных трёх двигателей показала, что они не были повреждены, что стыковалось с показаниями экипажа, согласно которым, все четыре двигателя до приводнения выдавали полную мощность. Никто из выживших не видел, чтобы в полёте от самолёта отделялись какие-либо части; вплоть до приводнения все органы управления, контрольные индикаторы и концевые выключатели работали без сбоев или нарушений.

### Показания очевидцев
С момента взлёта рейс 2 наблюдался диспетчерами на вышке аэропорта Сиэтл—Такома как визуально, так и на экране радиолокатора, при этом не было замечено никаких уклонений самолёта от направления полосы 20, пока он не скрылся за деревьями. Нашлись очевидцы, которые наблюдали снижение и приводнение «Боинга», и почти все они заявили, что до контакта с водой от конструкции планера не отделялось никаких частей. Но один свидетель, который находился в 4 милях (6½ км) в стороне от линии полёта, заявил, что от самолёта отделилась деталь, похожая на дверь, при этом отделилась она из нижней части в районе багажного отделения. Были проведены обширные поиски на земле, которые оказались безрезультатными, проверка конструкции в зоне предполагаемого отделения показала, что эта часть до приводнения была цельной, а экипаж утверждал, что в полёте не загорелся ни один индикатор открытия дверей; наконец, когда следователь со свидетелем пришли на место, откуда последний наблюдал самолёт, с учётом фактической траектории полёта был сделан вывод, что свидетель не мог видеть борт N74608.

### Проверка экипажа
Командир экипажа заявил, что принял решение о приводнении из-за опасения, что может вот-вот потерять управление, ведь авиалайнер сильно вибрировал, неуклонно снижался и уклонялся влево, для исправления чего приходилось почти полностью отклонять элероны. Бортинженер Томсен решил сбегать в салон и через иллюминаторы рассмотреть положение закрылков, разрешение на что спросил у командира, однако последний посоветовал ему оставаться на посту из-за того, что сейчас будет выполняться приводнение. На самолёте B-377 индикатор положения закрылков в кабине получает питание от правых закрылков, но при этом также имеется система обнаружения дисбаланса крыла, которая срабатывает, если разница в положениях между левыми и правыми закрылками больше 5°, о чём в кабине оповещает сигнал. Согласно показаниям экипажа, перед взлётом была выполнена проверка работы основных и аварийных систем работы закрылков, при этом не было никаких отклонений, а когда после взлёта начали уборку закрылков из взлётного положения (25°), то индикатор показал, что закрылки убрались полностью или близко к этому.
Перед взлётом была проверена работа системы разбалансировки воздушных винтов, но и она функционировала нормально. Все члены лётного экипажа утверждали, что на земле были выполнены все необходимые проверки, а после получения разрешения на взлёт все в кабине слышали, как бортинженер зачитал пункт из списка и тут же сам на него ответил: Створки капота — установлены во взлётное положение; после этого доложил командиру: Установлены для взлёта. Прикрыть перед взлётом откидные створки капота, которые до этого были открыты — прямая обязанность бортинженера, но никто не проконтролировал, действительно ли они были закрыты, ни перед взлётом, ни после появления болтанки. Бортинженер Карл Томсен имел квалификацию на три разных типа самолёта: Douglas DC-6, Lockheed L-1049 Super Constellation и Boeing 377, при этом на последнем он за 90 дней до катастрофы налетал всего 1 час 0 минут, и то это было во время проверки квалификации 16 марта 1956 года, а за предыдущий год летал в основном на DC-6 и L-1049; по данным на 1 апреля 1956 года имел общий налёт 1384 часа, в том числе 236 часов на B-377. Когда бортинженера на слушаниях спросили, может ли он вспомнить, как передвигал рычаг положения створок капота перед взлётом, тот признался: Честно вам скажу, я не могу на самом деле сказать, сделал это или нет (англ. I can't actually, honestly tell you that I really did or did not). Это может быть связано с тем, что на B-377 рычаг управления створками капота при закрытии надо двигать вперёд, тогда как на L-1049 — назад.
Для проверки последней версии на другом B-377 компании Northwest Airlines были выполнены контрольные полёты с участием экипажа рейса NW-002. Было выполнено четыре взлёта с открытыми створками капота, при этом отмечалось, что поначалу не замечалось болтанки или проблем с управлением, зато после уборки закрылков машина начала сильно вибрировать и плохо управлялась; по мнению экипажа, ситуация была полностью аналогична с возникшей на борту N74608.
Члены лётного экипажа летали на B-377 уже несколько лет, и у каждого набралось несколько сотен лётных часов, но все они заявили, что ни разу не сталкивались с болтанкой из-за открытых створок капота; между тем, все они также заявляли, что изучали Руководство по лётной эксплуатации (РЛЭ) B-377, в котором болтанка в полёте подробно рассматривалась, при этом вероятной причиной было названо открытие створок капота, а в качестве корректирующей меры надлежало выпустить закрылки. Случаи, когда у B-377 в полёте были открыты створки капота, ранее уже случались в других авиакомпаниях, а в 1952 году по требованию Совета по гражданской авиации в информационных бюллетенях Комитета гражданской авиации всем операторам этого типа самолёта были разосланы уведомления от производителя и Ассоциации воздушного транспорта с подробной информацией об этом моменте; проверка показала, что в Northwest Airlines эта информация была доведена до всего лётного персонала.
После катастрофы под Сиэтлом в Boeing Aircraft Company были проведены испытания по проверке этого момента, при этом во всех полётах болтанка прекращалась, а управление вновь становилось нормальным, когда створки капота были убраны в положение для полёта. Испытания показали, что болтанка от открытых створок возникала ещё при выпущенных закрылках, но была слишком мала, чтобы обращать на себя внимание; когда же угол выпуска закрылков становился менее 10°, вибрация и болтанка начинали быстро возрастать и становились достаточно мощными, когда закрылки полностью убирались. Также сильная болтанка приводила к тому, что снижалась боковая устойчивость, при этом возникала иллюзия, словно лайнер балансировал на точечной опоре, что экипаж мог начать парировать отклонением элеронов, хотя и не полным. Между тем было определено, что в такой конфигурации самолёта и при работающих на полную мощность двигателях управление сравнимо с полётом с одним отказавшим двигателем, то есть можно выполнять развороты и набирать высоту с вертикальной скоростью свыше 600 футов (180 м) в минуту. Хотя болтанка и вибрация при этом и кажутся сильными, но они недостаточны для того, чтобы конструкция планера начала разрушаться.

### Анализ данных
Имеется ряд доказательств, что рейс 002 вылетел из Сиэтла с полностью выпущенными створками капота на всех четырёх двигателях, что также подтверждается испытательными полётами. Возможно, это связано с тем, что когда бортинженер стал зачитывать контрольную карту перед взлётом, то он сам же отвечал на собственные вопросы, поэтому дойдя до пункта о положении створок капота, ответил автоматом «Установлены на взлётное положение», тогда как должен был передвинуть вперёд рычаги управления створками, после чего проконтролировать по индикаторам их положение; в этом случае створки были бы выпущены не более, чем на 3 дюйма (76 мм). Невозможно точно объяснить, почему бортинженер Томсен забыл это сделать, ведь он успешно прошёл программу обучения в авиакомпании, которая была признана полной, а после проходил периодические проверки; у него был солидный лётный опыт, в том числе и на B-377, что также указывало на его познания. Действуй Томсен в соответствии с полученным обучением и как на периодических проверках, он бы не совершил такую ошибку, либо своевременно опознал бы её и устранил прежде, чем было выполнено приводнение.
В РЛЭ самолёта B-377 рекомендовалось, что приводнение следует выполнять с выпущенными на 25° закрылками, чтобы замедлить воздушную и вертикальную скорость снижения, однако командир не стал выпускать закрылки из-за убеждения в отказе левого закрылка, хотя для того, чтобы понять ошибочность этого мнения, достаточно было глянуть на показание индикатора выпуска закрылков и отсутствие сигнала от системы дисбаланса крыла. Поняв, что закрылки функционируют исправно, Херд бы начал искать другие причины, в том числе осмотрел крылья, а ведь двигатели 1 и 4 достаточно хорошо видны из кабины, чтобы экипаж увидел их открытые створки и осознал реальную причину болтанки. Обоим пилотам следовало лишь чуть наклониться вперёд и глянуть назад, но они этого не сделали, так как бортинженер перед взлётом уверенно сказал, что створки установлены в правильное положение, и у пилотов возникло твёрдое убеждение в его правоте. Продолжая считать, что болтанка возникла из-за проблем с закрылками, командир принял, как ему на тот момент казалось, единственное верное решение — посадка на воду.
Ситуация развивалась на малой высоте и при небольшом запасе времени, да ещё казалось, что самолёт вот-вот выйдет из-под контроля. Хотя экипаж был достаточно опытным, но в этой напряжённой ситуации на командира оказывалось огромное давление, из-за чего некогда было вспоминать все пункты из РЛЭ по такой ситуации и искать причину, что и привело к решению о скорейшей аварийной посадке.

## Причины
1. Авиакомпания, самолёт и экипаж имели необходимые сертификаты, а рейс был надлежащим образом отправлен.
2. Взлётный вес брутто самолёта был ниже максимального, а груз правильно распределён.
3. Через две минуты после взлёта была объявлена чрезвычайная ситуация из-за сильной болтанки и проблем с управлением.
4. Бортинженер не закрыл створки капота на исполнительном старте перед взлётом.
5. Причина болтанки и проблем с управлением не была определена экипажем, и командир принял решение о приводнении на залив Пьюджет.
6. Приводнение прошло при благоприятных условиях, самолёт оставался на плаву 15 минут, а вскоре были спасены из воды все оставшиеся в живых.
7. Самолёт был поднят с глубины 400 футов, и после его обследования эксперты установили, что створки на капотах всех двигателей были полностью открыты.
8. Болтанка и проблемы с управлением были вызваны неправильной конфигурацией створок капота.
9. Не было никаких отказов или сбоев самолёта, его двигателей или систем управления до приводнения.

Комиссия от Совета по гражданской авиации (CAB) пришла к мнению, что причиной происшествия стал неправильный анализ проблем с управлением, возникших после уборки закрылков и связанных с ошибкой бортинженера, забывшего закрыть створки капотов. Сам анализ выполнялся в экстренной ситуации при значительном дефиците времени, доступного для принятия решения.

### Комментарии
1. ↑  Здесь и далее по умолчанию указано Тихоокеанское время (PST)